# Trapslang
De trapslang (Zamenis scalaris) is een niet-giftige slang uit de familie toornslangachtigen en de onderfamilie Colubrinae.

## Naam en indeling
De wetenschappelijke naam van de soort werd voor het eerst voorgesteld door Heinrich Rudolf Schinz in 1822. Oorspronkelijk werd de wetenschappelijke naam Coluber scalaris gebruikt. De soort behoorde in het verleden tot het geslacht Elaphe en werd lange tijd tot het geslacht Rhinechis gerekend.
De soortaanduiding scalaris kan vrij vertaald worden als 'ladder' en verwijst naar de lichaamstekening.

## Uiterlijke kenmerken
De slang dankt de naam aan het patroon van de juveniele dieren dat aan een ladder doet denken. De tekening bestaat uit een dubbele streep aan weerszijden van de rug hebben met regelmatige verbindingsstrepen. Naarmate de slang ouder wordt vervagen deze dwarsstrepen maar de lengtestrepen op de rug blijven. Andere exemplaren hebben ook op de flanken strepen of vlekken. De basiskleur is meestal bruingrijs tot crèmewit en de strepen meestal zwart, soms donkerbruin.
De trapslang wordt maximaal 160 centimeter lang, de meeste exemplaren blijven kleiner.

## Levenswijze

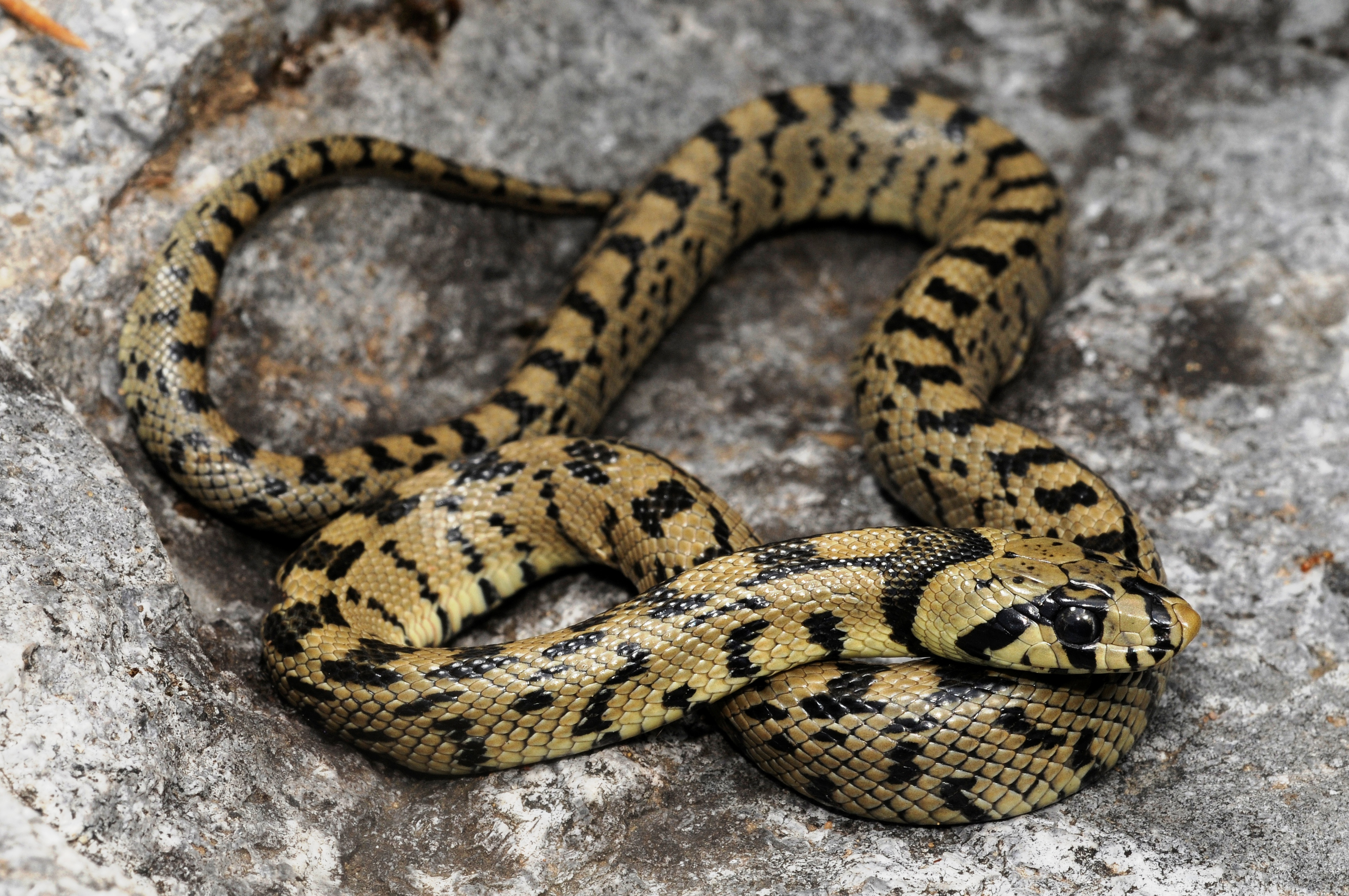
Een juveniel exemplaar.

Het voedsel bestaat uit kleine knaagdieren, grotere insecten en jonge vogels, de slang klimt in bomen om nesten leeg te roven. Grotere prooien worden gewurgd. Jongere dieren eten kleine hagedissen en insecten tot ze een lichaamslengte bereiken van ongeveer een halve meter.
De soort kent een winterslaap, hoewel korter dan de meeste dieren die in noordelijker streken leven, hooguit twee maanden. In mei of juni vindt de paring plaats. De eieren zijn ongeveer zes centimeter lang en na twee tot vier maanden komen de jongen uit, afhankelijk van de temperatuur.

## Verspreiding en habitat
Deze Europese slang komt voor in delen van Frankrijk, Portugal, Italië en Spanje (inclusief Gibraltar), dus rond het Middellandse Zeegebied. De habitat bestaat uit zonnige en droge plekken met veel vegetatie, maar niet in het dichte bos, meestal bosranden en scrublands. Ook in door de mens aangepaste streken zoals weilanden, landelijke tuinen en plantages kan de trapslang worden gevonden. De soort is aangetroffen van zeeniveau tot op een hoogte van ongeveer 2200 meter boven zeeniveau.

## Beschermingsstatus
Door de internationale natuurbeschermingsorganisatie IUCN is de beschermingsstatus 'veilig' toegewezen (Least Concern of LC).